# Henri Poincaré
Jules Henri Poincaré (ur. 29 kwietnia 1854 w Cité Ducale niedaleko Nancy, Francja, zm. 17 lipca 1912 w Paryżu) (wym. [ʒyl ɑ̃ʁi pwɛ̃kaʁe]) – francuski uczony: matematyk, fizyk teoretyczny i matematyczny, astronom teoretyczny i filozof nauki, w tym matematyki, a z wykształcenia również inżynier górnictwa. Profesor fizyki matematycznej na Sorbonie, członek Francuskiej Akademii Nauki, Towarzystwa Królewskiego w Londynie (ang. Royal Society), Królewskiej Holenderskiej Akademii Sztuk i Nauk i innych zrzeszeń, doktor honorowy kilku uczelni oraz laureat wiodących nagród naukowych jego czasów jak Złoty Medal Królewskiego Towarzystwa Astronomicznego (ang. Royal Astronomical Society, 1900) i Medal Sylvestera (1901).
Jako matematyk zajmował się m.in. topologią, w której był pionierem topologii algebraicznej i autorem hipotezy, która czekała na rozstrzygnięcie przez prawie stulecie, aż do XXI wieku. Miał też wkład do analizy, formułując tzw. lemat Poincarégo w teorii form różniczkowych. W fizyce teoretycznej i matematycznej zajmował się m.in. mechaniką nieba. Badał mechaniczno-grawitacyjny problem trzech ciał, co kontynuowało wcześniejsze badania Laplace’a na ten temat i otworzyło teorię chaosu deterministycznego. Poincaré rozwijał też elektrodynamikę Maxwella i teorię eteru Lorentza, antycypując elementy szczególnej teorii względności Einsteina.
W filozofii nauki i epistemologii reprezentował konwencjonalizm, podobnie jak Pierre Duhem, przyczyniając się do rozwoju pozytywizmu, zwłaszcza jego trzeciej i finalnej fali – pozytywizmu logicznego. W filozofii matematyki Poincaré był intuicjonistą, wojującym z teorią mnogości Cantora i z formalizmem Hilberta.

## Życiorys

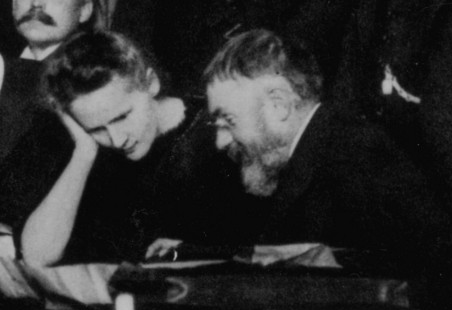
Poincaré na pierwszym Kongresie Solvay, obok Marii Skłodowskiej-Curie (Bruksela 1911)

Został profesorem Uniwersytetu Paryskiego w 1881 roku. Od 1886 profesor fizyki matematycznej na Sorbonie. Od 1887 członek Francuskiej Akademii Nauk i 22 innych akademii nauk (w tym Royal Society) oraz doktor honorowy 8 uniwersytetów. Z zawodu był inżynierem górnictwa.

## Dorobek naukowy

### Fizyka z astronomią
Był prekursorem teorii względności i miał nawet do Einsteina żal o zawłaszczenie swego intelektualnego dorobku w tej sferze. W świecie nauki przyjęta jest zasada powoływania się na badania poprzednika, czego Einstein nie robił. Swoje badania Poincaré zaczął od studiowania praw Izaaka Newtona, stwierdzając, że są one wyjątkiem od innych przyjętych zasad. Obliczenia, którymi się zajmował, nigdy nie zostały ukończone, a teorię względności upowszechnił Einstein.
Autor wielu prac z fizyki matematycznej, termodynamiki, elektromagnetyzmu i teorii potencjału; zajmował się również mechaniką nieba.

### Matematyka
Poincaré zajmował się niemal wszystkimi ówcześnie znanymi dziedzinami matematyki, w wielu osiągając znaczące wyniki, m.in. w równaniach różniczkowych. Jest również współtwórcą współczesnej topologii kombinatorycznej. Jako pierwszy opublikował pracę z topologii kombinatorycznej.
Jest też prawdopodobnym twórcą nazwy homeomorfizmu – podstawowego pojęcia topologii. Użył tego terminu w dziele Analysis Situs z 1892 roku, choć w węższym znaczeniu niż to późniejsze, ugruntowane w XX wieku.
Autor hipotezy Poincarégo – problemu topologicznego sformułowanego w roku 1904. Rozwiązanie problemu ukończono w roku 2003, do 2006 trwało porządkowanie związanych z nim prac. Głównym autorem dowodu jest matematyk rosyjski, Grigorij Perelman, który udowodnił prawdziwość hipotezy geometryzacyjnej Thurstona, której hipoteza Poincarégo jest szczególnym przypadkiem.

### Poglądy filozoficzne
Poglądy Poincarégo z zakresu filozofii nauki cechuje konwencjonalizm  (którego był twórcą) wyrażający się przede wszystkim w ujęciu języka nauki jako zespołu umownych znaków, których zadaniem jest interpretacja danych doświadczenia (empiryzm). W okresie odkrycia radioaktywności Poincaré głosił, że podstawowe prawo przyrodoznawstwa — zasada zachowania energii —  zostało rzekomo całkowicie obalone. Włodzimierz Lenin charakteryzował Poincarégo w sposób następujący:

Spośród francuskich pisarzy analizowanego przez nas kierunku filozoficznego na tę samą ścieżkę agnostycyzmu ześlizguje się stale Henri Poincaré, wybitny fizyk, lecz lichy filozof, którego błędy P. Juszkiewicz uznał oczywiście za ostatnie słowo najnowszego pozytywizmu.

## Prace
Jego prace z fizyki dotyczyły między innymi zagadnienia równowagi obracającego się ciała płynnego (1885), a także zagadnienia trzech ciał (1889). Prace z dziedziny astronomii:
- Methodes nouvelles de la mecanique celeste (1892–1899),
- Lecons de la mecanique celeste (1905–1910),
- Lecons sur les hypotheses cosmogoniques (1911).

Wydał szereg dzieł, m.in.:
- Les méthodes nouvelles de mécanique céleste (1892–1899, 3 t.),
- La Science et l’Hypothèse (1902),
- La Valeur de la Science (1905),
- Science et Méthode (1908).

W przekładzie polskim wyszły:
- Nauka i Hipoteza (1908),
- Wartość nauki (1908),
- Nauka i Metoda (1911).

## Nagrody i wyróżnienia
- 1900: Złoty Medal Królewskiego Towarzystwa Astronomicznego;
- 1901: Medal Sylvestera[9] za duży i ważny wkład w nauki matematyczne;
- 1911: Medal Bruce.